# Tyrrell 006
Tyrrell 006 — гоночный автомобиль, разработанный конструктором Дереком Гарднером. Был создан в конце сезона 1972 года, а в сезоне 1973 года Джеки Стюарт смог на нём завоевать свой третий чемпионский титул.

## История
Дебют автомобиля, под управлением партнёра по команде и протеже Стюарта, Франсуа Севера, состоялся на Гран-при Канады 1972 года. Tyrrell 006 был незначительно усовершенствованной версией предыдущей модели — Tyrrell 005. Всего было построено три модели: 006, 006/2, и 006/3. Модель 006 также участвовала в начале сезона 1974, но впоследствии была заменена на Tyrrell 007.

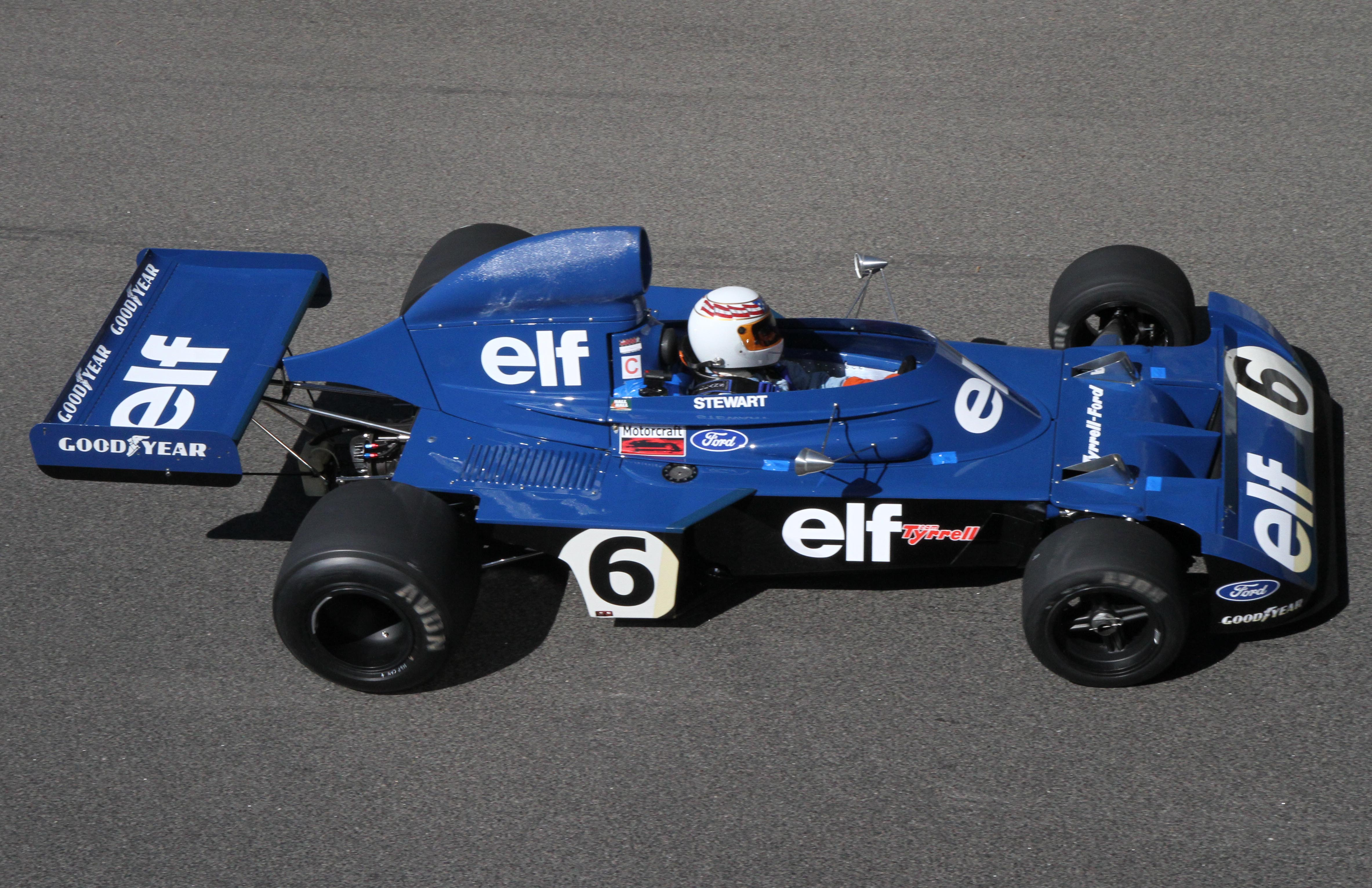
Tyrrell 009 Джеки Стюарта в Мон-Тремблан, 2010 год

На автомобиле Tyrrell 006, построенном для Севера, Джек Стюарт провёл последнюю гонку в сезоне 1972 года, заменив свой повреждённый в аварии Tyrrell 005. На первых двух этапах сезона 1973 года Джек Стюарт стартовал на Tyrrell 005, пока не был построен болид 006/2. Стартовав впервые на Гран-при ЮАР 1973 года на обновлённом болиде Tyrrell 006, Джеки сразу же одержал победу.
Одержав пять побед в Гран-при сезона 1973 года, Стюарт завоевал третий титул чемпиона Мира, опередив на 15 очков Эмерсона Фиттипальди из команды Лотус. Север также неоднократно финишировал на подиуме и смог занять четвёртое место в зачёте чемпионата. Однако, заработав 82 очка в Кубке Конструкторов команда Tyrrell уступила команде Lotus, которая смогла завоевать 92 очка.
История Tyrrell 006 в сезоне 1973 года закончилась трагически. На тестовых заездах перед заключительным Гран-при США 1973 года насмерть разбился Франсуа Север. Подавленный произошедшим Стюарт вернулся в боксы и навсегда покинул Формулу-1.
Последними пилотами Тиррелл 006/2 на первых Гран-при сезона 1974 года были Джоди Шектер (в Аргентине, Бразилии и ЮАР) и Патрик Депайе, использовавший Tyrrell 006/2 как запасной автомобиль в Испании, Монако и Франции. После Гран-при Франции, Tyrrell полностью заменил модель 006 на более новую Tyrrell 007.

## Результаты в гонках
| Год  | Команда          | Двигатель             | Шины | Пилоты | 1    | 2   | 3   | 4    | 5   | 6   | 7   | 8   | 9   | 10  | 11   | 12   | 13  | 14   | 15  | Место | Очки |
| ---- | ---------------- | --------------------- | ---- | ------ | ---- | --- | --- | ---- | --- | --- | --- | --- | --- | --- | ---- | ---- | --- | ---- | --- | ----- | ---- |
| 1972 | Elf Team Tyrrell | Ford Cosworth DFV     | G    |        | АРГ  | ЮАР | ИСП | МОН  | БЕЛ | ФРА | ВЕЛ | ГЕР | АВТ | ИТА | КАН  | США  |     |      |     | 2     | 51   |
| 1972 | Elf Team Tyrrell | Ford Cosworth DFV     | G    | Север  |      |     |     |      |     |     |     |     |     |     | Сход | 2    |     |      |     | 2     | 51   |
| 1973 | Elf Team Tyrrell | Ford Cosworth DFV 3,0 | G    |        | АРГ  | БРА | ЮАР | ИСП  | БЕЛ | МОН | ШВЕ | ФРА | ВЕЛ | НИД | ГЕР  | АВТ  | ИТА | КАН  | США | 2     | 82   |
| 1973 | Elf Team Tyrrell | Ford Cosworth DFV 3,0 | G    | Стюарт |      |     | 1   | Сход | 1   | 1   | 5   | 4   | 10  | 1   | 1    | 2    | 4   | 5    | НС  | 2     | 82   |
| 1973 | Elf Team Tyrrell | Ford Cosworth DFV 3,0 | G    | Север  | 2    | 10  |     | 2    | 2   | 4   | 3   | 2   | 5   | 2   | 2    | Сход | 5   | Сход | НС  | 2     | 82   |
| 1974 | Elf Team Tyrrell | Ford Cosworth DFV 3,0 | G    |        | АРГ  | БРА | ЮАР | ИСП  | БЕЛ | МОН | ШВЕ | НИД | ФРА | ВЕЛ | ГЕР  | АВТ  | ИТА | КАН  | США | 3     | 52   |
| 1974 | Elf Team Tyrrell | Ford Cosworth DFV 3,0 | G    | Шектер | Сход | 13  | 8   |      |     |     |     |     |     |     |      |      |     |      |     | 3     | 52   |
| 1974 | Elf Team Tyrrell | Ford Cosworth DFV 3,0 | G    | Депайе |      |     |     | 8    |     | 9   |     |     | 9   |     |      |      |     |      |     | 3     | 52   |

| Легенда к таблице |                                                                    |
| --- | ------------------------------------------------------------------ |
| В таблице перечислены результаты всех Гран-при Формулы-1, в которых использовался автомобиль. Строками таблицы являются сезоны, столбцами — этапы чемпионата мира. В каждой клетке указаны сокращённое название этапа и результат, дополнительно обозначенный цветом. Расшифровка обозначений и цветов представлена в нижеследующей таблице. |                                                                    |
| \| Пример \| Описание \| \| ------------ \| ------------------------------------------------------------------ \| \| 1 \| Победитель \| \| 2 \| Второе место \| \| 3 \| Третье место \| \| 5 \| Финишировал, заработав очки \| \| Сход \| Не финишировал, но при этом заработал очки \| \| 12 \| Финишировал, не получив очков \| \| НКЛ \| Финишировал, но не попал в финальную классификацию \| \| 15 \| Участвовал вне зачёта, либо по отдельной классификации \| \| 18 \| Не финишировал, но попал в финальную классификацию \| \| Сход \| Не финишировал \| \| НКВ \| Не прошёл квалификацию \| \| НПКВ \| Не прошёл предквалификацию \| \| ДСК \| Дисквалифицирован \| \| ИСК \| Исключён из протокола соревнований \| \| ТТ \| Заявлен для участия только в тренировках \| \| НС \| Участвовал в квалификации, но не стартовал в гонке \| \| Т \| Травмирован или болен \| \| ОТК \| Отказ от участия \| \| НТР \| Прибыл на соревнования, но на трассу не выезжал \| \| НПР \| Был заявлен в числе участников, но не прибыл к началу соревнований \| \| О \| Соревнования отменены \| \| \| Не участвовал \| \| Поул-позиция \| \| \| Быстрый круг \| \| |                                                                    |
| Пример | Описание                                                           |
| 1 | Победитель                                                         |
| 2 | Второе место                                                       |
| 3 | Третье место                                                       |
| 5 | Финишировал, заработав очки                                        |
| Сход | Не финишировал, но при этом заработал очки                         |
| 12 | Финишировал, не получив очков                                      |
| НКЛ | Финишировал, но не попал в финальную классификацию                 |
| 15 | Участвовал вне зачёта, либо по отдельной классификации             |
| 18 | Не финишировал, но попал в финальную классификацию                 |
| Сход | Не финишировал                                                     |
| НКВ | Не прошёл квалификацию                                             |
| НПКВ | Не прошёл предквалификацию                                         |
| ДСК | Дисквалифицирован                                                  |
| ИСК | Исключён из протокола соревнований                                 |
| ТТ | Заявлен для участия только в тренировках                           |
| НС | Участвовал в квалификации, но не стартовал в гонке                 |
| Т | Травмирован или болен                                              |
| ОТК | Отказ от участия                                                   |
| НТР | Прибыл на соревнования, но на трассу не выезжал                    |
| НПР | Был заявлен в числе участников, но не прибыл к началу соревнований |
| О | Соревнования отменены                                              |
| | Не участвовал                                                      |
| Поул-позиция |                                                                    |
| Быстрый круг |                                                                    |